# Bluebird CN7

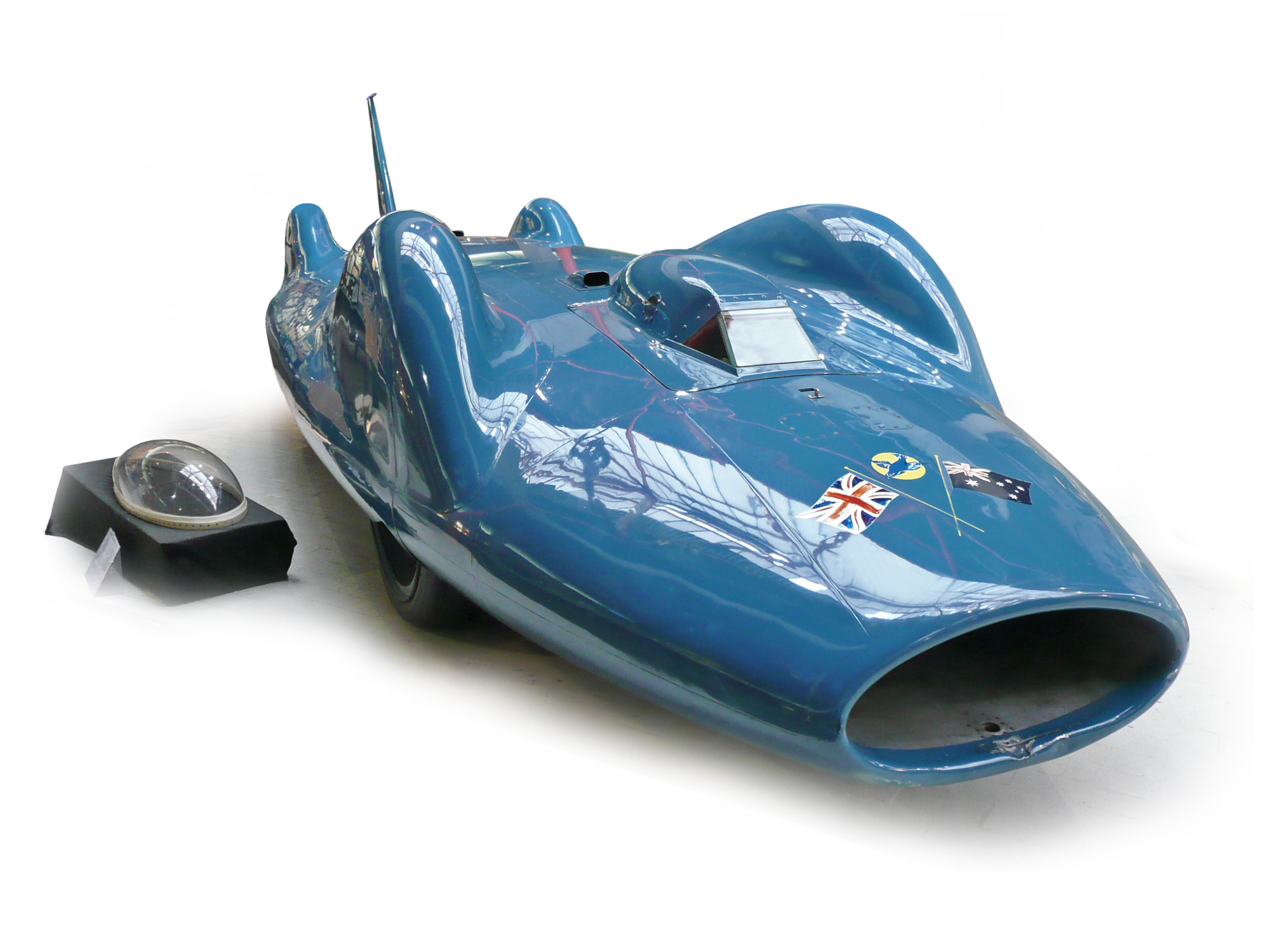
Bluebird CN7 in seiner endgültigen Form (wie 1963 und 1964 in Australien mit der hohen hinteren Flosse verwendet). Das Cockpit-Verdeck wurde durch ein verstärktes Fiberglas-Verdeck mit einer kleinen flachen Windschutzscheibe ersetzt. Auf dem Boden links ist das 1960 verwendete Original-Plexiglas-Blasendach zu sehen.

Bluebird CN7 war ein von einer Gasturbine angetriebenes britisches Rekordfahrzeug, mit dem Donald Campbell 1960 seinen ersten Versuch startete, den damaligen Landgeschwindigkeitsrekord für Automobile zu brechen. Dabei verunglückte das Fahrzeug, wurde stark beschädigt und neu aufgebaut. Am 17. Juli 1964 gelang es Campbell, auf dem Salzbett des Eyre-Sees in Australien mit 648,709 Kilometern pro Stunde (403,089 Meilen pro Stunde) einen neuen „absoluten“ Geschwindigkeitsrekord zu Lande aufzustellen.

## Viereinhalb Jahre Bauzeit für das teuerste Auto der Welt
Die Absicht, den absoluten Landgeschwindigkeitsrekord zu brechen, gab Campbell 1956 bekannt; im selben Jahr begannen die Konstruktionsarbeiten. Den Auftrag dafür erhielt das in Burgess Hill (Sussex) ansässige Unternehmen Norris Brothers Ltd. (das „N“ in der Typenbezeichnung „CN7“), da es bereits sein Rekordboot geliefert hatte. In Coventry bei Motor Panels Ltd. wurde das Fahrzeug montiert. Leo Villa, der schon als Chefmechaniker bei Malcolm Campbell gearbeitet hatte, überwachte den Bau. Mit der Einbindung von rund 70 im Land ansässigen Unternehmen als Hersteller von Spezialteilen für den Wagen und als Sponsoren blieb Campbells Vorhaben keine Privatangelegenheit, sondern wurde zu einer ausgesprochen britischen Sache.
Man bediente sich verschiedener technischer Neuheiten und rüstete den Wagen mit elektronischem Gerät aus. Auf die Cockpitverglasung wurde von innen eine Anzeige projiziert, die Aufschluss über den Soll- und Ist-Wert beim Beschleunigen gab – eine zu starke Kraftzufuhr konnte ein Durchdrehen der Räder und Schlingern des Wagens bewirken. Ein Bristol Proteus-705-Flugtriebwerk wurde für beidseitige Drehmomentabnahme umgebaut und in eine Schalenkarosserie installiert, deren Form am Imperial College mit Windkanal-Tests optimiert wurde. Weder sollte der Wagen durch die an ihm entlangströmende Luft nach oben gesogen noch abwärts gedrückt werden – Abtrieb wäre zwar der Bodenhaftung zugutegekommen, hätte jedoch die Reifen überlastet. Um den Luftwiderstand zu vermindern, wurde auf eine vertikale Heckflosse verzichtet; stattdessen sollten die stark hervortretenden Radverkleidungen den Wagen stabilisieren. Die Dunlop-Reifen ließen mehr als 765 km/h zu und waren mit Drehzahlen entsprechend 800 km/h geprüft worden. Abgebremst wurde bei Spitzengeschwindigkeiten durch am Wagenheck angebrachte Bremsklappen, unterhalb von 600 km/h mit pneumatisch betätigten Scheibenbremsen.
Auf den ersten Blick war das Leistungsgewicht gut: John Cobbs Railton Special (634,3 km/h) hatten zirka 2500 PS (1838 kW) zur Verfügung gestanden, um seine 3150 kg zu bewegen, Bluebird war anfangs mit 3600 kg etwas schwerer, hatte aber einen 4250 PS (2325 kW)  leistenden Turbinenantrieb. Allerdings hatte ein weiterer Konkurrent, der Challenger I des Amerikaners Mickey Thompson eine Motorleistung, die ungefähr im Bereich des Railton Special lag, bei einem Gewicht von nur 2080 kg. Der Challenger I konnte zum Start einfach von einem Hilfsfahrzeug angeschoben werden, wohingegen man die Proteus-Turbine von außen mit Batterien starten musste.

## Der Name
Der Name geht auf Donalds Vater Malcolm zurück und bezieht sich auf einen als Hüttensänger (engl. Name „Bluebird“) bekannten Sperlingsvogel. Campbell senior taufte bereits in den 1920er Jahren einen seiner Darracq-Rennwagen auf diesen Namen und lackierte ihn azurblau, nachdem er ein gleichnamiges Theaterstück von Maurice Maeterlinck gesehen hatte. Im Jahr 1925 fuhr er auch einen Itala bei einem Rennen in Brooklands, bei dem der Namen „The Blue Bird“ auf der Motorhaube aufgemalt war.

### „Blue Bird“ oder „Bluebird“
Malcolm Campbell nannte seine Fahrzeuge „Blue Bird“ (zwei Wörter), Donald hingegen „Bluebird“ (zusammengeschrieben), auch um die zahlreichen Fahrzeuge der beiden einfacher zuordnen zu können. So begann das Rekordboot K4 „sein Leben“ also als Malcolms „Blue Bird“, aber als Donald 1949 nach dem Tod seines Vaters das Boot weiterbenutzte, benannte er es in „Bluebird“ um.

### „CN7“
Die Bezeichnung CN7 steht für die Hauptverantwortlichen des Projekts: den Initiator Donald Campbell und die Gebrüder Ken und Lew Norris, die die Entwicklung leiteten.

## Erste Präsentation und Tests
Campbell präsentierte Bluebird CN7 erstmals im Juli 1960 und nochmals im Juli 1962 auf dem Goodwood Circuit der Öffentlichkeit. Die Runden von Goodwood waren wenig aussagekräftig, da das Fahrzeug nur einen Lenkungswinkel von 4 Grad hatte und auf der kurzen Geraden des Rundkurses nur maximal 100 Meilen pro Stunde beschleunigen konnte. Zweck des Termins war in erster Linie, Fotos und Filmaufnahmen für Presse und TV zu machen. Der erste wirkliche Testlauf fand später 1962 auf der Hauptpiste des RAF-Stützpunktes Tangmere statt.

## Zurück aus Bonneville mit Schrott und ohne Rekord
Seinen US-amerikanischen Konkurrenten, die er etwas überheblich als „Garagenbastler“ (engl. „hot-rod boys“) bezeichnete, fühlte Campbell sich weit überlegen. Deren Fahrzeuge nannte er „Projekte mit einem Faktor von Unwissenheit, die selbst nach wiederholten Tests immer ein unkalkulierbares Risiko verbleiben ließen“. Doch „Unwägbarkeiten“ bei Campbells Entwurf wurden von jemandem angesprochen, der es wissen musste: Jack Brabham fragte, wie er bei der Sitzposition vorn in dem 9-Meter-Fahrzeug ein Schlingern des Hecks sofort bemerken und im Griff behalten wolle. Die Probe aufs Exempel fand am 16. September 1960 auf den Bonneville Flats statt. Campbell hatte sich über die vorangegangenen zwei Wochen an hohe Geschwindigkeiten herangetastet und wollte nun einen Lauf unternehmen, der ausdrücklich ein Beschleunigungstest sein sollte. Bei einer Geschwindigkeit von circa 550 km/h wollte er auf ein beginnendes Schleudern reagieren und korrigierte zu stark. Blue Bird CN 7 überschlug sich, flog durch die Luft und prallte so auf die rechte Seite, dass beide Räder abgerissen wurden. Campbell erlitt dabei einen Bruch am unteren Schädel, ein gerissenes Trommelfell sowie Schnitte und Blutergüsse. „Hot-rod boy“ Mickey Thompson hatte in diesen Tagen ähnliche Erfahrungen gemacht und kannte das Gegenmittel: Fing man auf dem Salz an zu rutschen, sollte man den Wagen seinen Weg nehmen lassen und ihn dann langsam, Stück für Stück auf die Bahn zurückbringen.
Nach seinem Unfall erholte sich Campbell bis November 1960 in Kalifornien. Sein Selbstvertrauen war stark erschüttert, er litt unter leichten Panikattacken und für einige Zeit bezweifelte er, jemals wieder auf Rekordjagd gehen zu können. In der Folge lernte er Leichtflugzeuge zu fliegen; dieser Vertrauensschub war ein wichtiger Faktor für seine Genesung. 1961 war die „Rehabilitation“ weitestgehend abgeschlossen, und Campbell plante den Wiederaufbau von CN7.

## Mit dem zweiten Anlauf Erfolg in Australien
Anders als befürchtet musste der Wagen nicht komplett abgeschrieben werden; zusammen mit der Turbine ließen sich weitere Teile wieder verwenden. Sir Alfred Owen, der Besitzer von Motor Panels, hatte sofort nach dem Unfall angeboten, für Campbell noch einen Bluebird zu bauen, die Interessengemeinschaft der britischen Zulieferer beteiligte sich ohne Zögern. So kostete der 1962 präsentierte Wagen („CN7 / 62“) nicht noch einmal 4 Millionen Dollar und unterschied sich äußerlich vom 1960er-Modell durch zwei Details: Die transparente Kabinenhaube war durch ein solides Teil aus glasfaserverstärktem Kunststoff mit kleinem Sichtfenster ersetzt worden und am Heck war eine 2,35 m hohe Stabilisierungsflosse. Schleudern war gewöhnlich das Ergebnis von durchdrehenden Rädern, also erhielt CN7/62 Sperrdifferentiale. Vorkehrungen wurden getroffen, dass die großen Räder im Fall eines Unfalls sich nicht durch den Wagenkörper sägen konnten. All das schlug sich in einem Wagengewicht von 4300 kg nieder, von einem geringen Leistungsgewicht konnte keine Rede mehr sein.
Da in Bonneville ein Nachteil offenbar die Kürze der Strecke war, hatte British Petroleum als Alternative den Eyre-See vorgeschlagen, anstrengend über unbefestigte Wege in unvorteilhaftem Gelände zu erreichen und 720 Kilometer nördlich von Adelaide gelegen. Im Idealfall konnte die Fahrbahn dort 27 Kilometer lang sein, doch waren die Verhältnisse 1963 und 1964 in keiner Weise ideal. Für das örtliche Klima außergewöhnliche Regenfälle hatten das Salz aufgeweicht und ließen den Bluebird fünf Zentimeter tiefe Spuren hinter sich herziehen. Er fuhr sich wie mit angezogener Handbremse. Nach nervenaufreibenden Monaten, in denen viel Arbeitsaufwand in die Präparierung der Piste floss, konnte Donald Campbell am 17. Juli 1964 dennoch den Weltrekord für radgetriebene Landfahrzeuge auf 648,709 km/h (403,089 mph) erhöhen.

## Beide Rekorde für D. Campbell
Im Vorfeld hatte Donald Campbell 1955 mit seinem Hydroplane Bluebird K7 den absoluten Geschwindigkeitsrekord für Wasserfahrzeuge aufgestellt und seine Bestmarke seitdem mehrfach gesteigert. Nach dem „Land speed record“ im Juli startete Campbell einen Versuch, auch den „Water speed record“ innerhalb eines Kalenderjahres zu erringen und das zu vollenden, was er vor vielen Jahren in den ersten Planungsphasen von CN7 angestrebt hatte.
Nach einigen Verzögerungen erzielte er am letzten Tag des Jahres 1964 am Lake Dumbleyung in der Nähe von Perth, Westaustralien, mit einer Geschwindigkeit von 444,71 km/h seinen siebten Wassergeschwindigkeitsrekord. Mit dieser Leistung ist er der Erste und bislang Einzige, der dieses „Double“ schaffte.
| Jahr | Datum        | Ort             | Land        | Fahrzeug      | Meilen pro Stunde | Kilometer pro Stunde | Untergrund |
| ---- | ------------ | --------------- | ----------- | ------------- | ----------------- | -------------------- | ---------- |
| 1964 | 17. Juli     | Lake Eyre       | AUS         | Bluebird CN 7 | 403,10            | 648,73               | Land       |
| 1964 | 31. Dezember | Lake Dumbleyung | Bluebird K7 | 276,33        | 444,71            | Wasser               |            |

Campbells „Land speed record“ war nur von kurzer Dauer, da Änderungen des FIA-Reglements dazu führten, dass auch über Rückstoß angetriebene Fahrzeuge ab Oktober 1964 ebenfalls für Rekorde zugelassen wurden (siehe dazu Kontroverse um den Spirit of America). Campbells Geschwindigkeit von 690 km/h auf seinem letzten (nicht zertifizierten) Lake Eyre-Lauf blieb bis 2001 die höchste Geschwindigkeit, die von einem über die Räder angetriebenen Fahrzeug erreicht wurde.

## Verbleib

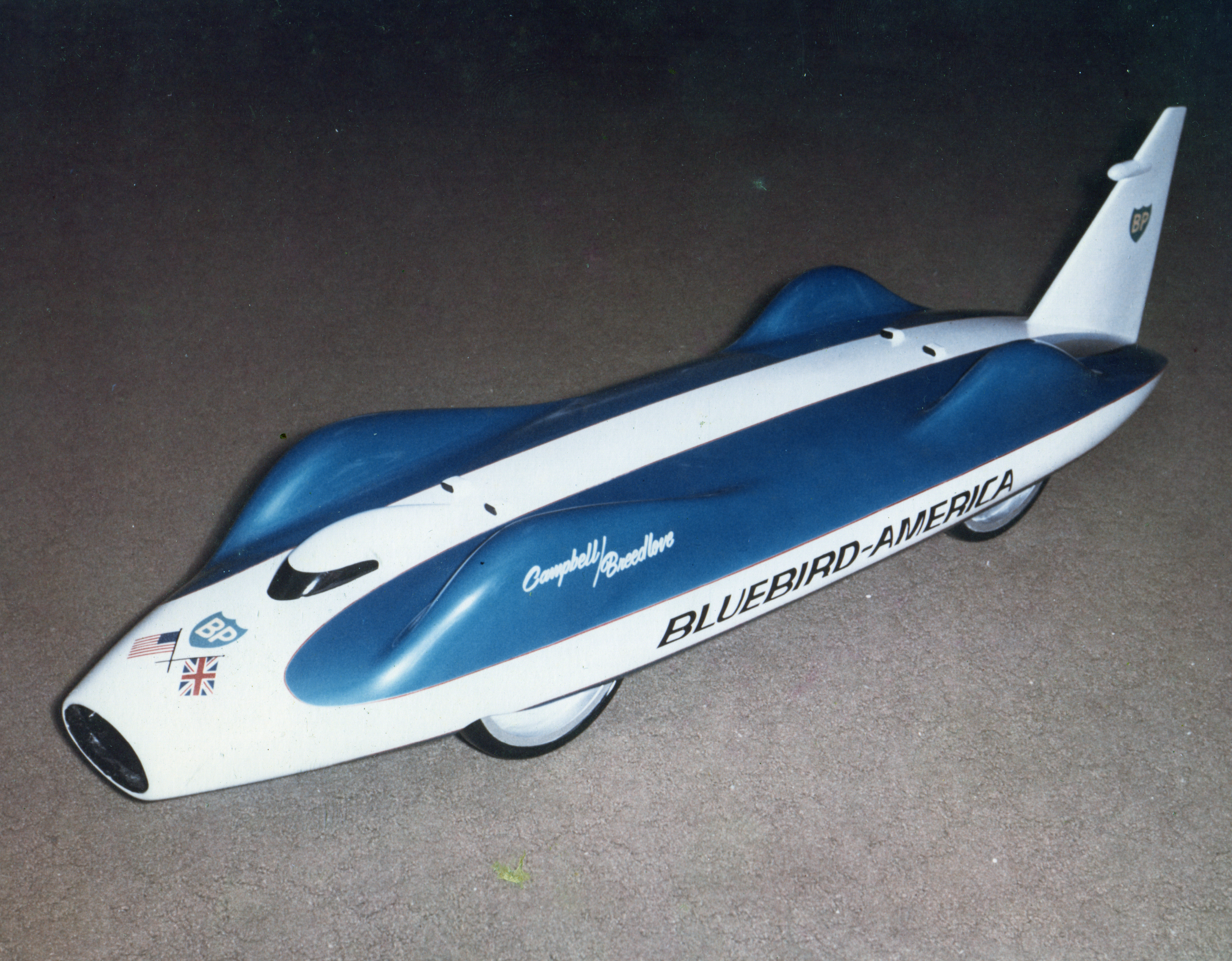
Promotion-Modell von Bluebird CN7, wie es von Breedlove zu Werbezwecken eingesetzt wurde

Anlässlich der Feierlichkeiten zum Rekord fuhr Campbell Bluebird CN7 durch die Straßen der südaustralischen Hauptstadt Adelaide zu einer Präsentation vor dem Rathaus mit mehr als 200.000 Menschen. CN7 wurde dann in Australien und nach der Rückkehr im November 1964 auch in Großbritannien bei mehreren Gelegenheiten ausgestellt.
Im Juni 1966 wurde CN7 auf dem RAF-Stützpunkt Debden vorgeführt. Diesmal saß nicht Campbell am Steuer, sondern ein anderer Pilot. Dieser verlor das Auto während eines Laufs mit mittlerer Geschwindigkeit aus der Kontrolle und beschädigte Karosserie und Vorderradaufhängung. Das Auto wurde zwar repariert, aber von Campbell danach nur noch bei niedrigen Geschwindigkeiten bewegt. Campbell arbeitete zu dieser Zeit schon intensiv am Projekt „Bluebird Mach 1.1“. Mit diesem raketengetriebenen Fahrzeug wollte er einen neuen land speed record aufstellen und die Schallmauer durchbrechen. Im Januar 1967 wurde er bei einem Rekordversuch mit seinem Hydroplane Bluebird K7 getötet.
CN7 wurde schließlich 1969 restauriert, aber nie wieder wettkampfmäßig eingesetzt. Etwa 1970 verhandelte Campbells Witwe Tonia Bern-Campbell mit Lynn Garrison, der Präsidentin von Craig Breedlove and Associates, über einen Vertrag, wonach Craig Breedlove Bluebird CN7 auf den Bonneville Salt Flats fahren sollte. Diese Verhandlungen wurden beendet, als das von Breedlove parallel betriebene Überschallprojekt Spirit of America keine Unterstützung fand.
Seit 1972 ist Bluebird CN7 ein Ausstellungsstück des National Motor Museums in Beaulieu (England).

## Technische Daten

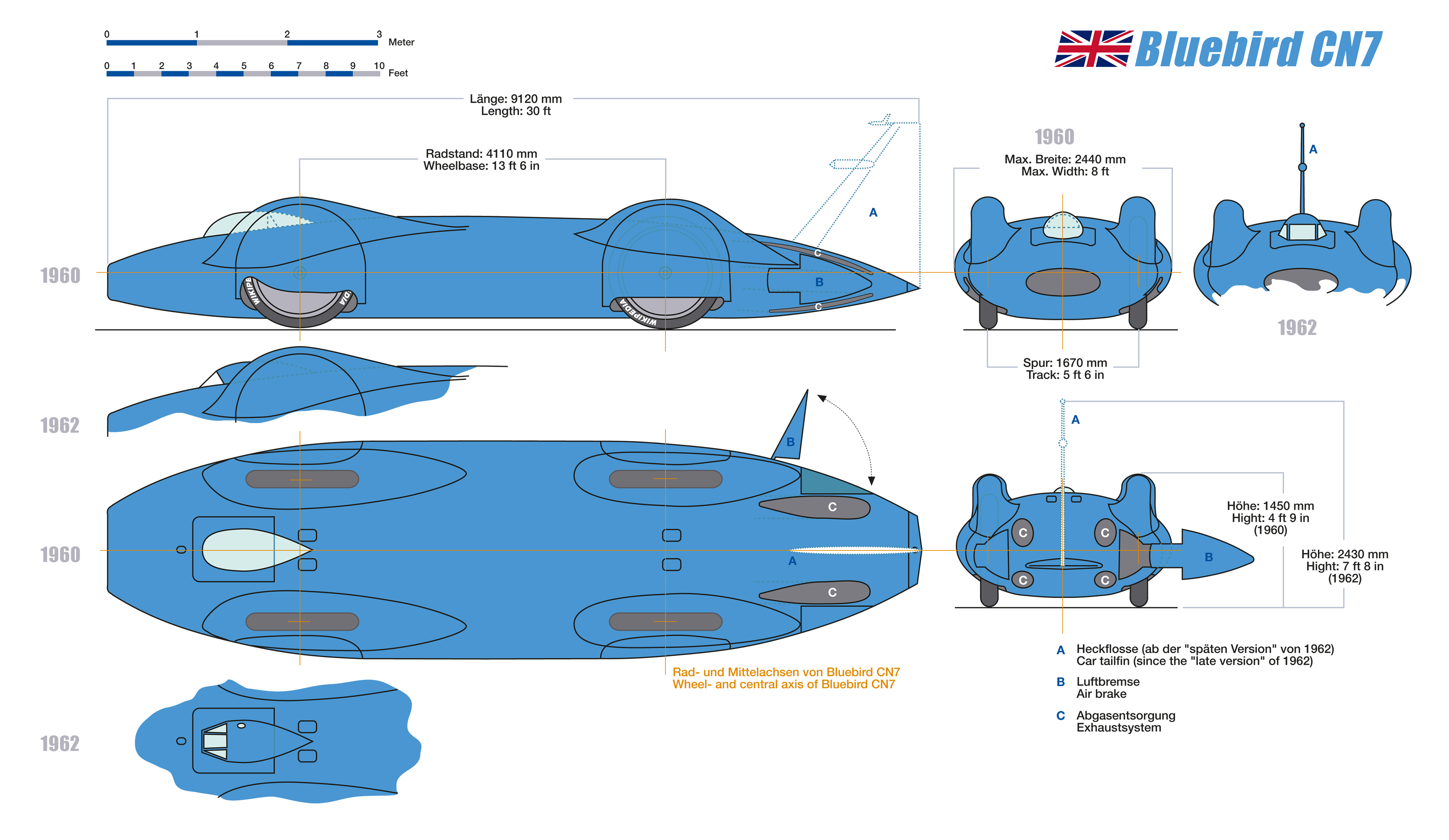
Planskizze (Vierseitenansicht) der beiden Bauversionen von Bluebird CN7 mit technischen Informationen

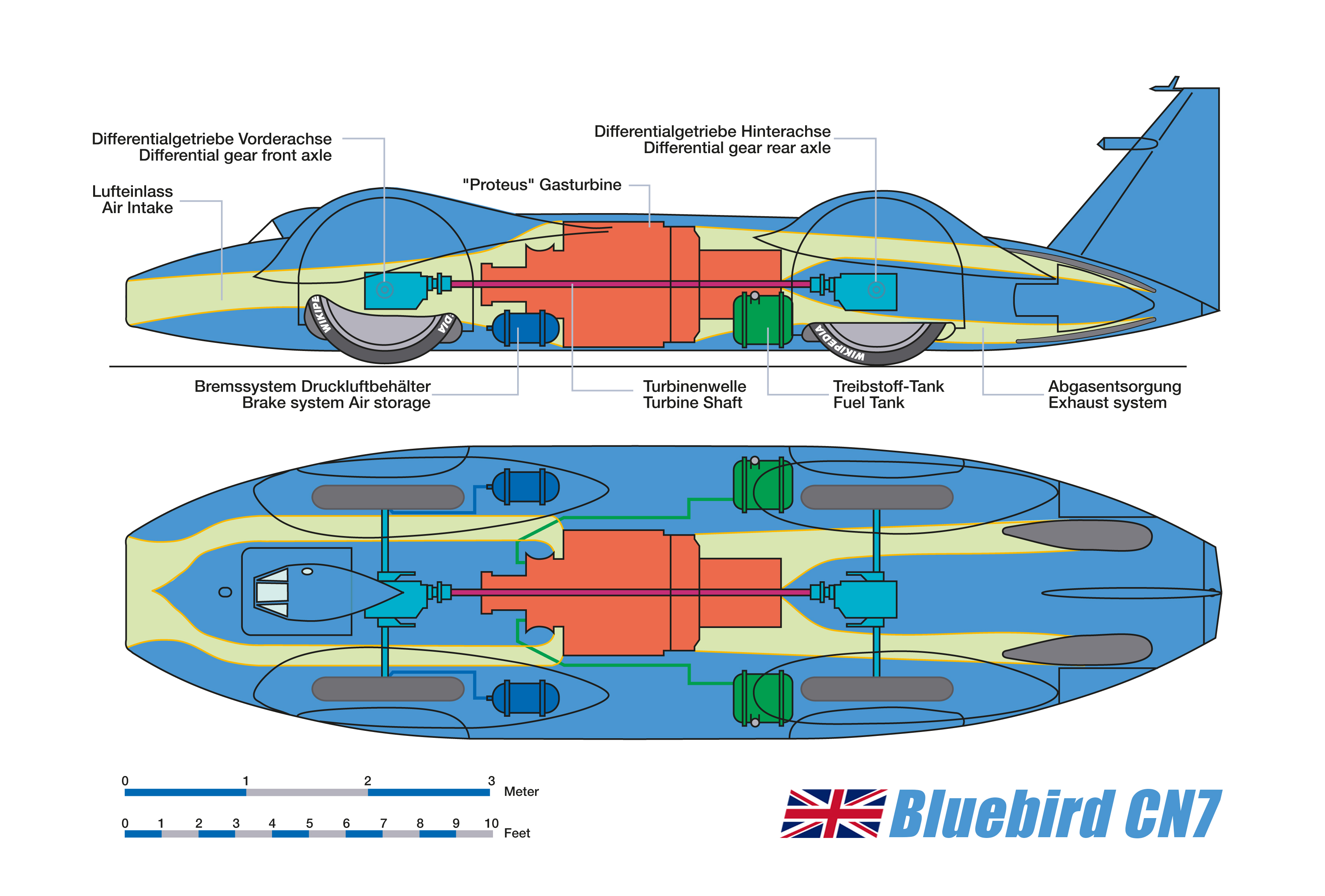
Übersicht der Antriebskomponenten von Bluebird CN7

### Allgemeine Daten
| Radstand:          | 4110 mm                  |
| Spur vorne/hinten: | vorne und hinten 1670 mm |
| Bodenfreiheit:     | 96 mm                    |
| Maße L × B × H:    | 9120 × 2440 × 1445 mm    |
| Wagengewicht:      | 3600 kg bis 4300 kg      |

### Antriebsquelle
| Typ:            | Bristol-Siddeley Proteus 705-Zweiwellen-Gasturbine, umgebaut zur Kraftabnahme auch am hinteren Ende, Kraftturbine unabhängig vom Kompressorenteil |
| Leistung:       | 4250 PS (3126 kW) bei 11000/min |
| Kraftstofftank: | 2 Tanks à 96 Liter („CN 7 / 62“ ein 60-Liter-Tank)                                                                                                |

### Kraftübertragung
| Antrieb:  | Allradantrieb |
| Kupplung: | Keine |
| Getriebe: | Einstufig, David Brown-Achstriebe 3,64:1 mit spiralverzahnten Kegelrädern; vorn Antrieb über Freilauf, kraftschlüssiger Antrieb hinten |

### Rahmen und Fahrwerk
| Rahmen:  | Hauptrahmenträger aus gelochten Aluminiumprofilen, Karosserie als Monocoque aufgebaut aus Sandwichplatten mit Wabenkern, Deckhäute aus 1,2 mm Blech (Leichtmetall-Legierung), Stützkern aus kunstharzgebundenen 0,05 mm Blech (Leichtmetall-Legierung), 19 mm hoch, 6 mm Netzweite |
| Achsen:  | Hydropneumatisch gefedertes Fahrwerk mit einzeln an doppelten Dreieckslenkern aufgehängten Rädern, Feder-Stoßdämpfer-Einheiten von Girling |
| Bremsen: | Am Heck angeordnete Bremsklappen für Geschwindigkeiten über 600 km/h, darunter innenliegende pneumatische Scheibenbremsen von Girling |
| Lenkung: | Burman-Kugelumlauf-Lenkgetriebe, über Ketten und Ritzel betätigt |
| Räder:   | Dunlop-Scheibenräder aus Stahl, Felge abnehmbar |
| Reifen:  | 7,0 × 41 von Dunlop, {\displaystyle \varnothing } 1321 mm außen; 0,5 mm Naturkautschuk-Protektor auf einer Karkasse aus vierlagiger Kunstseide |

## Bildergalerie

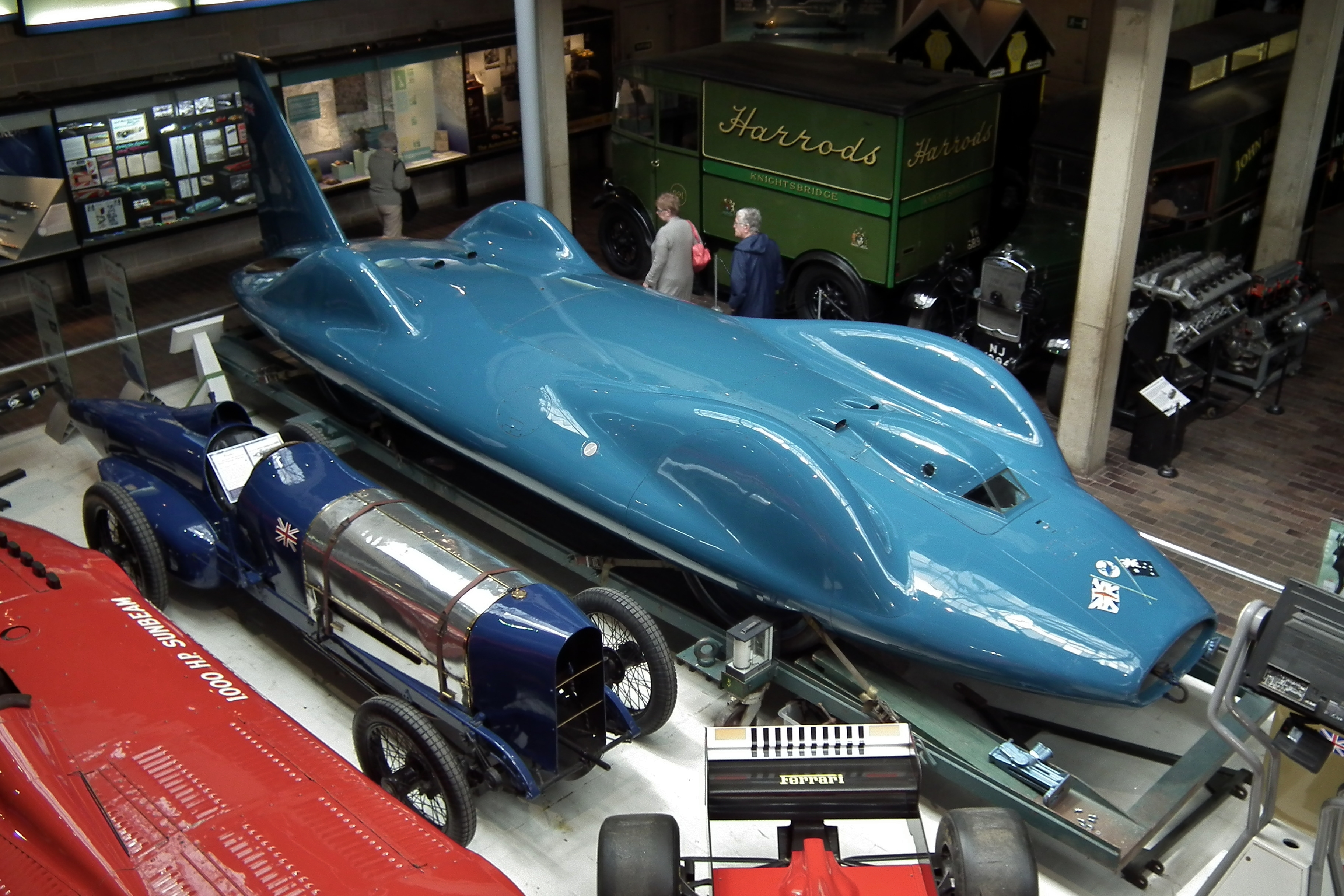
Bluebird CN7 im National Motor Museum, Beaulieu. Daneben der Sunbeam 350HP Blue Bird von Campbells Vater Malcolm
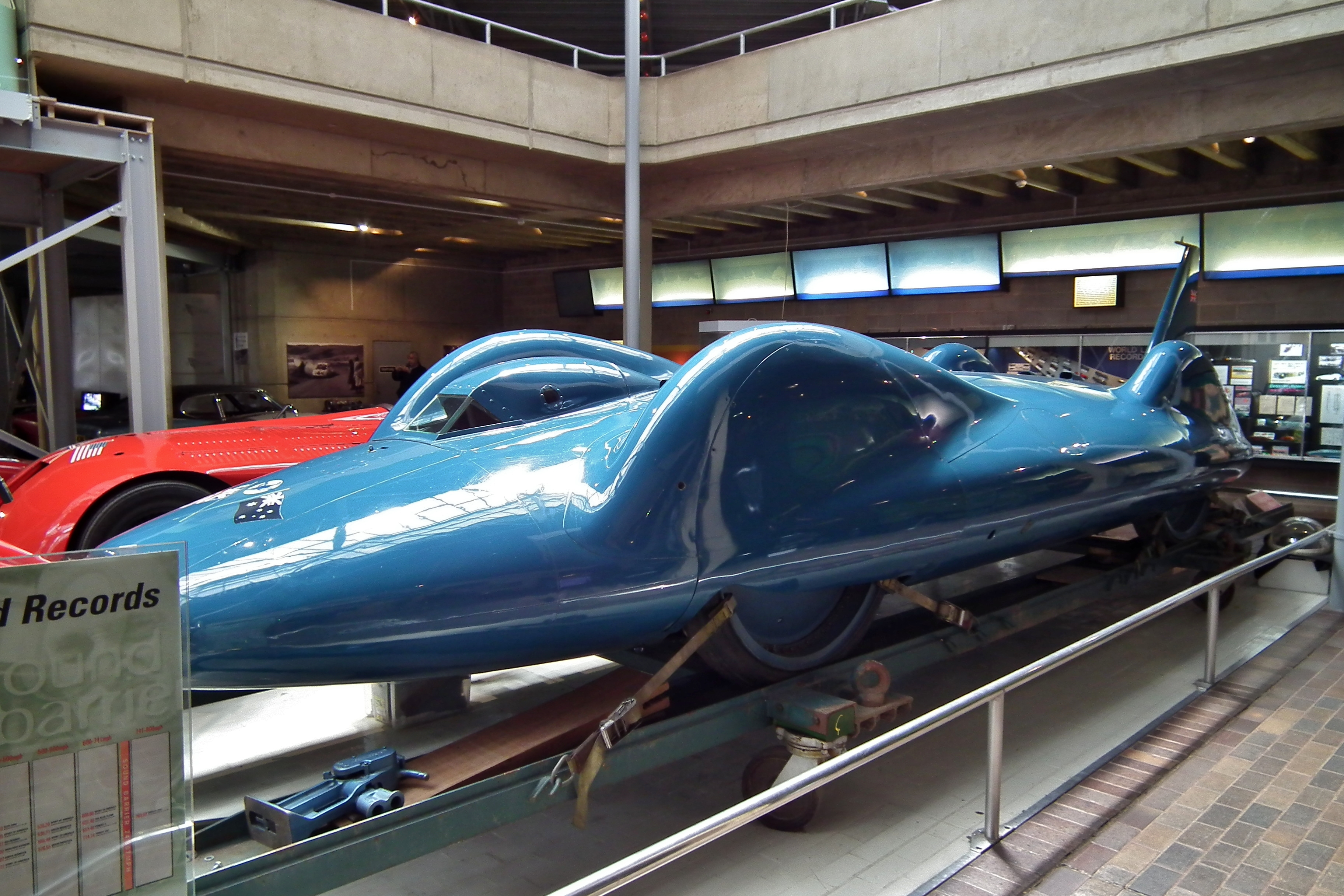
Bluebird CN7
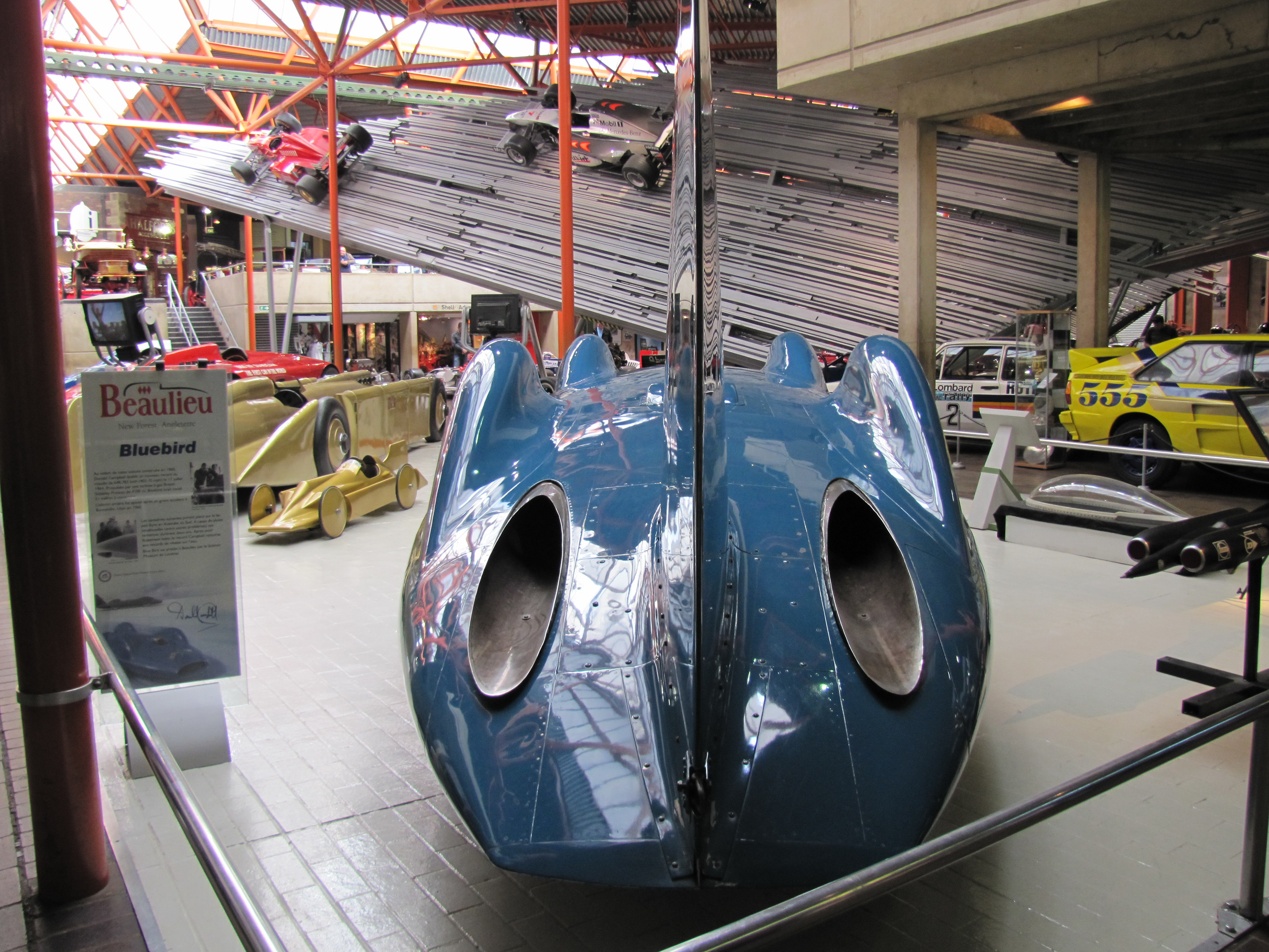
Heckansicht von CN7. Die beiden Öffnungen dienen nicht dem Antrieb (da radgetrieben), sondern leiten nur die Verbrennungsrückstände der Turbine ab
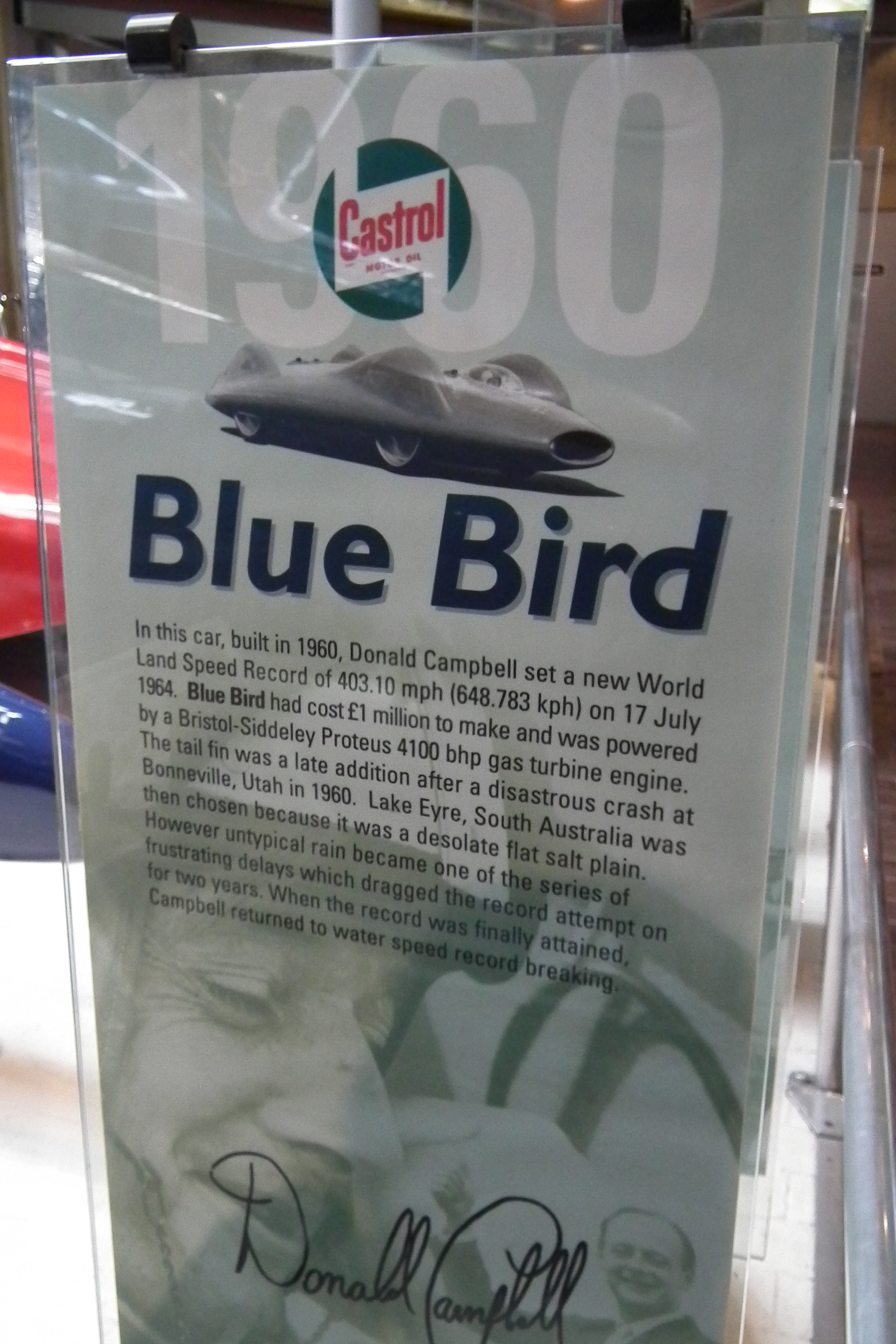
Tafel mit Informationen zum Fahrzeug. Man beachte die falsche Schreibweise „Blue Bird“